# Дервиш (полуостров)
Дервиш — полуостров в Туркменистане, в западной части Туркменского залива.
Полуостров отходит от южной оконечности полуострова Челекен, и имеет протяжённость 16 км. Оконечность полуострова составляет узкая песчаная Южная Челекенская коса. В восточной части полуострова расположен мыс Аладжа.